# هيرواكي تسوتسومي
هيرواكي تسوتسومي (堤博明 تسوتسومي هيرواكي) هو ملحن ياباني ولد في 1985 في طوكيو.

## أعماله في السينما اليابانية
- بايلوكيشن
- إيترينجر 2

## أعماله في الأنمي

### مسلسلات أنمي تلفزيونية
- أورينج
- هايبرديمنشن نيبتونيا ذي أنيميشن (بالتعاون مع ماسارو يوكوياما وكينجي كانيكو)
- جولة الربيع الأزرق (بالتعاون مع كيكو أوساكي وشوتا هاشيموتو)
- لانس آند ماسكس (بالتعاون مع هيديأكيرا كيمورا)
- كوروموكورو
- صغار الحيتان يغنون في الرمال
- أهيرو نو سورا
- دكتور ستون (بالتعاون مع تاتسويا كاتو و YUKI KANESAKA)
- دكتور ستون STONE WARS (بالتعاون مع تاتسويا كاتو و YUKI KANESAKA)
- جوجوتسو كايسن (بالتعاون مع يوشيماسا تيروي و أليسا أوكيهازاما)
- طوكيو ريفينجرز

### أنمي الإنترنت
- مونستر سترايك (الموسم الثالث؛ آرثر: عودة ملك الفرسان)

### أفلام أنمي
- أورينج: المستقبل

## وصلات خارجية
- هيرواكي تسوتسومي على موقع IMDb (الإنجليزية)
- هيرواكي تسوتسومي على موقع ميوزك برينز (الإنجليزية)
- هيرواكي تسوتسومي على موقع ديسكوغز (الإنجليزية)
- هيرواكي تسوتسومي على موقع قاعدة بيانات الفيلم (الإنجليزية)
- هيرواكي تسوتسومي على موقع ANN person (الإنجليزية)

- صفحة IMDb